# Mtetwa
Os mtétuas (também grafado mtetwa e mthethwa) foram uma tribo de povos agunes que, no século XVIII ocupavam o território sul-africano entre os rios Mfolozi e Tugela, na região conhecida como Cuazulo-Natal.
Dingiswayo foi o seu chefe mais célebre, iniciou a união dos povos nguni, permitindo que os chefes de cada tribo continuassem no seu posto, mas com a obrigação de pagarem tributo em gado. Dingiswayo alicerçou o seu poder através da organização de um exército por grupos de jovens da mesma idade. Nesse movimento, algumas tribos afastaram-se, tendo-se iniciado, por exemplo, o povoamento de Essuatíni pela tribo angune dos suázis.
Provavelmente, na década de 1790, nasce na tribo dos zulus Shaka (ou "Tchaka"), filho ilegítimo de Senzanganakhona, um herdeiro do trono. Este jovem, que foi banido, junto com sua mãe da tribo dos zulus, depois dos ritos de iniciação, alistou-se no exército de Dingiswayo, onde se tornou um comandante. Em 1816, o pai de Shaka morre e este decide tomar o poder pela força. Começa desta maneira a segunda fase da união dos angunes naquilo que se chamou o Império Zulu. Em 1818, durante a Guerra Ndwandwe–Zulu, morre Dingiswayo e Shaka assume o poder, assimilando os mtétuas aos zulus e continuando a aniquilação dos anduandués.